# Chris Potter
Chris Potter es un actor canadiense nacido el 23 de agosto de 1960 en Toronto, Ontario. Es conocido por sus personajes de David Cameron y Peter Kaine  de las series Queer as folk y en Kung-Fu: La leyenda continúa, respectivamente. También es la voz original de Gambito en la serie animada X-Men.

## Filmografía

### Películas
- The Good Witch's Garden (2009)...Jake Russell
- The Perfect Assistant (2008)...David Westcott
- The Good Witch (2008)...Jake Russell
- Trump Unauthorized (2005)...Fred Trump jr., adult
- The Pacifier (2005)...Capt. Bill Fawcett
- Sex Traffic (2004)...Tom Harlsburgh
- Right Hook: A Tall Tail (2004)...Fisherman
- Spymate (2003)...Mike Muggins
- Rush of Fear (2003)...Sam Bryant
- A Wrinkle in Time (2003)...Dr Jack Murry
- Open House (2003)...David Morrow
- Astronauts (2002)...Sam Ryan
- The Big House (2001)...Jack Brewster
- Arachnid (2001)...Valentine
- Final Jeopardy (2001)...Jed Seigel
- The Shrink Is In (2001)...Jonathon
- Rocket's Red Glare (2000)...Tom Young
- The Waiting Game (1998)...Adrian Seville
- Kung Fu: la leyenda continúa (1992)
- Material World (1990)...Tim

### Director
- Silk Stalkings (ep. "Genius") 1991
- Silk Stalkings (ep. "Hidden Agenda") 1991
- Silk Stalkings (ep. "It's The Great Pumpkin, Harry") 1991

### Televisión
- Heartland (2007-...)
- Wild Card, aka Zoe Busiek: Wild Card (2003-2005)
- Queer as Folk (2000-2001)...Dr. David Cameron (Season 1)
- The Young and the Restless...Evan Owen
- Silk Stalkings (1996-1999)...Sgto. Tom Ryan
- Kung Fu: La leyenda continúa (1993-1997)...Peter Caine
- X-Men (1992-1997)...Gambito (Remy LeBeau)

### Apariciones aisladas en series
- One Tree Hill (ep. n.º 2.19 "I'm Wide Awake, It's Morning") 3 de mayo de 2005
- Law & Order: Special Victims Unit (ep. n.º 5.25 "Mr. Rice") 18 de mayo de 2004
- Andromeda (ep. n.º 3.14 "The Right Horse") 17 de febrero de 2003
- Touched by an Angel (ep. n.º 8.10 "Angels Anonymous") 15 de diciembre de 2001
- Will & Grace (ep. n.º 2.16 "Hey La, Hey La, My Ex-Boyfriend's Back") 7 de marzo de 2000
- The Outer Limits (ep. n.º 5.19 "Stranded") 30 de julio de 1999
- Lonesome Dove: The Outlaw Years (ep. n.º 1.7 "Providence") 23 de noviembre de 1995
- Spider-Man (ep. n.º 2.5 "Neogenic Nightmare capítulo 5: Mutants' Revenge") 7 de octubre de 1995
- Spider-Man (ep. n.º 2.4 "Neogenic Nightmare capítulo 4: The Mutant Agenda") 30 de septiembre de 1995
- Counterstrike (ep. n.º 2.15 "The Three Tramps") 11 de enero de 1992
- Top Cops (ep. "Betty Jane Hendricks and Wally Crabtree") 1992
- Top Cops (ep. "William Freeman") 1992
- The Hidden Room (ep. #1.7 "Let Death Do Us Part") 7 de diciembre de 1991
- Top Cops (ep. "Dave Driscoll and Robert Cea") 1991
- Top Cops (ep. "Mike Eubanks and Robert Kurowski") 1991
- Top Cops (ep. "Rocky Bridges") 1990
- Top Cops (ep. "Snidersich") 1990
- Katts and Dog (ep. n.º 2.22 "Fatal Obsession") 1989
- Street Legal (ep. n.º 4.8 "Confession") 1989
- La guerra de los mundos (ep. n.º 1.3 "The Walls of Jericho") 10 de octubre de 1988